# 聚光之下
〈聚光之下〉是英國歌手哈利·斯泰爾斯的歌曲，收錄在他的第2張錄音室專輯《搖滾界線》中，由斯泰爾斯、製作人凱德·哈普爾和泰勒·強森創作，於2019年10月11日由厄斯金唱片和哥伦比亚唱片作專輯首發單曲釋出。〈聚光之下〉是首流行和節奏藍調歌曲，內有多種吉他、鋼琴、編制拍子和靈魂樂合唱團。斯泰爾斯證實，經過一段時間的反思後，歌詞是有關自我發現和自我認同。
評論界對斯泰爾斯的音樂方向感到別具一格，並認為歌曲有幾段分解聯奏的前副歌和後副歌，但只有一段副歌的結構不按常理出牌。不少樂評人稱讚曲目令人難忘。單曲在英國單曲排行榜取得第3位，並獲英國唱片業協會認證為白金唱片，還在澳洲、加拿大和美國拿下前20名和白金認證的好成績。文斯·海考克執導歌曲音樂錄影帶，影片裏斯泰爾斯裸著上身在汗流浹背的人群中跳舞。

## 創作與錄製過程

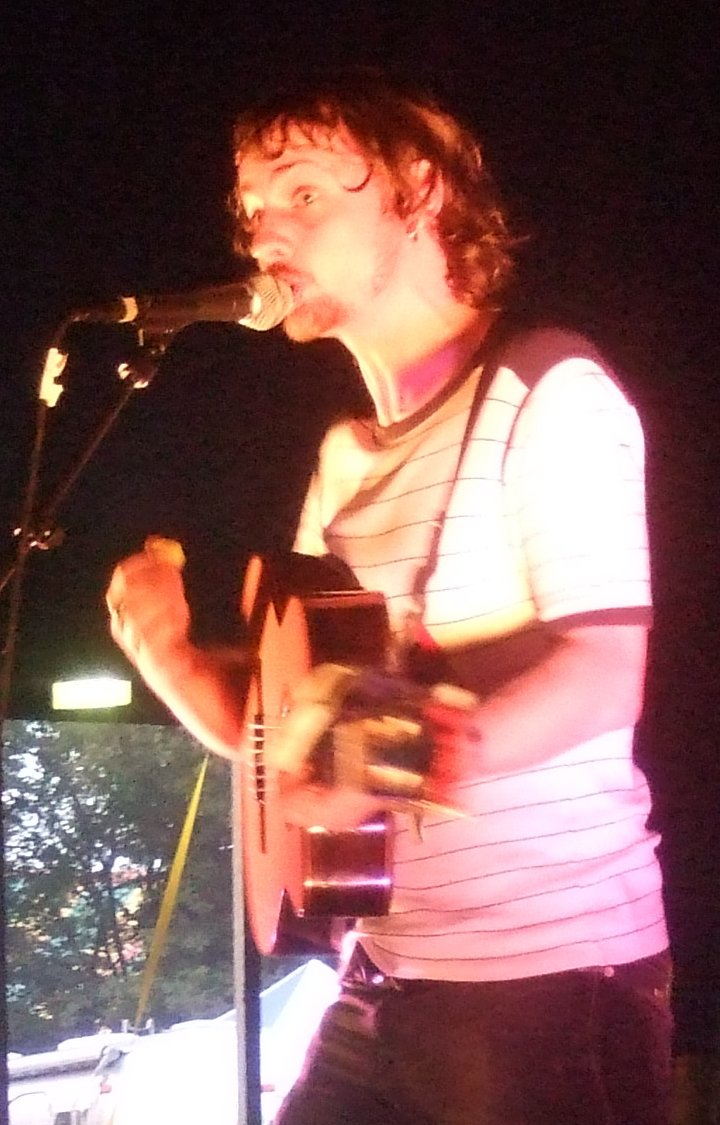
凱德·哈普爾參與創作和製作〈聚光之下〉

前1世代成員哈利·斯泰爾斯單飛後首張專輯《哈利時代》（2017年）有著受到1970年代搖滾強烈影響的編曲。在接受Apple Music主持人贊恩·洛的訪問時，斯泰爾斯承認製作首張專輯時背負極大壓力，並表示：「我聽第一張專輯時，為了不想出錯，只在任何覺得能安全播放（專輯）的地方聆聽」。他不喜歡出張來取悅觀眾的唱片，於是決定讓新作品「更有趣和冒險」。2019年，第二張專輯《搖滾界線》釋出，斯泰爾斯找來當初有參與他首張專輯創作的製作人泰勒·強森和凱德·哈普爾。這張流行搖滾唱片涵蓋強力流行、民謠搖滾、迷幻流行，並受到放克影響。《Vox》的亞歷克薩·李（Alexa Lee）認為《搖滾界線》的呈現效果比《哈利時代》更具實驗精神。〈聚光之下〉比《搖滾界線》的歌曲更有流行樂的風格。
在接受《滾石》雜誌訪問時，斯泰爾斯表示〈聚光之下〉是「（經過）長時間的自我反思、自我認同」後創作出來 。它產生自2019年首季度的專輯歌曲創作過程。斯泰爾斯、約翰遜和哈普爾共同創作歌曲，後者在內頁說明是標註出生名托馬斯·赫爾（Thomas Hull）。除斯泰爾斯外，其餘兩人也是製作人。
納什維爾洞穴工作室（The Cave Studio）、洛杉磯西北工作室和好萊塢亨森錄音室進行錄製。約翰遜編制曲目、演奏貝斯、鼓、原聲吉他和鍵盤，哈普爾還演奏電子吉他和補充製作，而伊萬·傑克遜（Ivan Jackson）負責吹號。約翰遜、傑里米·海切爾（Jeremy Hatcher）、尼克·洛貝爾（Nick Lobel）、薩米·懷特、馬特·圖格爾（Matt Tuggle）和馬特·沃利克（Matt Wallick）策劃歌曲。喬恩·卡斯特利（Jon Castelli）在英格瑪·卡爾森（Ingmar Carlson）協助下於洛杉磯的禮品店（The Gift Shop）進行混音。藍迪·麥瑞爾在新泽西州埃奇沃特 (新澤西州)的斯特林聲音工作室製作母帶。

## 詞曲
〈聚光之下〉是首流行和節奏藍調歌曲，全長2分52秒。《紐約時報》樂評人喬恩·卡拉曼尼卡歸納它有「介於70年代軟式搖滾、輕鬆迪斯可和獨立流行」的風格。除此之外，《新音樂快遞》的漢娜·邁爾瑞亞（Hannah Mylrea）覺得歌曲還受到靈魂樂影響。曲目包含多種吉他、鋼琴和帶有柔軟低音聲部的編制節拍。副歌有靈魂樂合唱團墊音，因此《獨立報》的羅森·奧康納（Roisin O'Connor）表示曲目有〈加州之夢〉風格和迷幻樂韻味，而《板巖》的克里斯·莫蘭菲（Chris Molanphy）稱這首歌是「縹緲和聲加上輕柔撥弄的海灘樂」。
〈聚光之下〉整體創作為多段分解聯奏的前副歌和後副歌，以及一段副歌，捨棄了傳統歌曲架構。歌曲拉开序幕是長達17秒的樂器演奏，接著到第19秒時，歌手順著節拍開始演唱首段正歌。第28秒吉他聲讓音高飄移，斯泰爾斯也隨之唱出調適過的緊緻聲音。他的歌聲在前副歌變得失真。快節奏的正副歌在第1分18秒開始，為重複的主音旋律和歌詞，而且唱每句前都會有以「Shine」為開頭的合聲。曲目在尾奏前有短暫漸強。歌曲使用多種人聲織體，將高低八度的聲線交織在一起。奧康納稱斯泰爾斯的聲線「出乎意料地輕快」，與他早年作品「更清晰的演唱方式」形成鮮明對比。《告示牌》、《衛報》、MTV新聞和《紐約時報》的樂評人將歌曲的音樂風格與迷幻樂團溫馴高角羚拿來作比較，而《新音樂快遞》和《綜藝》則覺得它聽起來像節奏藍調流行歌手賈斯汀·提姆布萊克的早年作品。
〈聚光之下〉的歌詞有關自我發現和自我認同。部分樂評人認為這首歌是評述斯泰爾斯的名氣。斯泰爾斯在歌曲中擁抱自我，唱道：「Lights up and they know who you are / Know who you are / Do you know who you are?」（大意：聚光之下他們就知道你是誰/知道你是誰/但你知道你是誰嗎？）副歌的歌詞有他對自己的揭露：「Step into the light ... I'm not ever going back」（大意：站進光芒中……我不會再回去）。《衛報》的勞拉·斯內普斯（Laura Snapes）認為他透過「矛盾的內心獨白」來表達，而歌詞中有「他和前任在空窗期時各說各話」。《現在報》的雷·麥克納馬拉（Rea McNamara）認為歌曲是「講述自愛和放手的簡短頌詩」，而《禿鷲》的克雷格·詹金斯（Craig Jenkins）覺得它是關於「用璀璨的光芒穿透我們心中的黑暗」。《塔拉赫西民主報》的賈·阿隆索（Jia Alonso）和《華盛頓郵報》的郭安英（Anying Guo）將歌曲歌詞和斯泰爾斯的性取向聯繫起來。《紙》和《時代》指出歌詞有種快陷入憂鬱的感覺。

## 發行和推廣
〈聚光之下〉發行前，斯泰爾斯在2019年10月10日世界精神衛生日發起一場活動。倫敦和紐約的數塊廣告牌上印著哥倫比亞唱片標誌和「你知道你是誰？」（Do You Know Who You Are?）標語，還帶有首字母縮略字「TPWK」（全稱「以善待人」），此句早在哈利·斯泰爾斯：現場巡演的周邊商品就出現過，甚至後來透露是《搖滾界線》其中一首歌曲的標題。同時架設以「你知道你是誰？」命名的網站，所有輸入名字的用戶都會受到稱讚。斯泰爾斯在Instagram上載他自己的相片來宣布歌曲標題。2019年10月11日，厄斯金唱片（Erskine Records）和哥倫比亞唱片在多國以數位下載和串流形式以《搖滾界線》首發單曲發行〈聚光之下〉。同天，歌曲加進BBC廣播一台歌單，以及澳洲和義大利的當代流行電台。2020年初，唱片公司在全球釋出特別版7英寸黑膠唱片，當中涵蓋全新B面歌曲〈你知道你是誰？ (閉紋)〉。
2019年11月16日，斯泰爾斯在《週六夜現場》首次演唱〈聚光之下〉和〈甜蜜滋味〉，他帶著小號手、合聲歌手和現場樂隊表演不加修飾、節奏藍調風格的〈聚光之下〉。《告示牌》的希拉里·休斯（Hilary Hughes）稱讚整場演出，並寫道「僅憑鋼琴、原聲吉他、小號及和聲歌手複雜精細的旋律，斯泰爾斯就能實唱每個高音，並隨著歌曲橋段的節拍起舞」。斯泰爾斯後來在《裘斯‧荷蘭後來秀》（11月21日）和首都電臺舞會（12月7日）再次演唱曲目。同年12月13日，他為推廣《搖滾界線》在論壇體育館舉辦單場演唱會，當中也有唱過這首歌。5天後，斯泰爾斯在BBC廣播一台節目现场休息室演唱單曲。隔年2月29日，他在天狼星XM和Pandora電台於威廉斯堡音樂廳舉辦的秘密集會有表演這首歌。

## 專業評價
樂評人稱讚斯泰爾斯嘗試不同風格。《時代》和《禿鷲》評〈聚光之下〉是發行當周最佳歌曲。斯內普斯讚賞這首歌別具一格的特色，認為這讓斯泰爾斯與同時代英國男性和主導當年的「昏沈」合成器流行區分開來。《時代》的赖莎·布鲁纳（Raisa Bruner）覺得這證明歌手多才多藝。卡拉曼尼卡稱〈聚光之下〉是發揮斯泰爾斯流行樂優勢的大回歸。《大西洋》的斯宾塞·库恩哈伯（Spencer Koornhaber）表示曲目呈現出怪誕且簡單的聆聽範疇類型，從唐納文的〈柔媚之黄〉開始就很少有人探討。奧康納稱它是斯泰爾斯暫時最有自信的歌曲，為解釋這觀點，她強調斯泰爾斯首張專輯中的音樂理念經常感覺迷失自我。相比之下，奧康納覺得〈聚光之下〉本身就十分突出。
影評人還評價歌曲不按常理出牌的結構和編排。《Pitchfork》的安娜·加卡（Anna Gaca）表示此曲「旨在脫離創作流行歌曲的束縛」，而《Stereogum》的克里斯·德維爾（Chris DeVille）覺得它表明斯泰爾斯能夠「玩弄易懂的音樂，但不會淪落到無聊」。《衝突》的蘇珊·漢森（Susan Hansen）喜歡歌曲中號、康加鼓和合唱團的詳細編排，因此將〈聚光之下〉選為《搖滾界限》的最佳曲目，並稱讚它「精妙又敏銳的氛圍鋪墊」。《愛爾蘭時報》的露易絲·布魯頓（Loiuse Bruton）同樣稱讚歌曲的製作方面。《綜藝》的克里斯·威爾曼（Chris Willman）將〈聚光之下〉、〈迷戀妳〉和〈甜蜜滋味〉並列稱為專輯中「明顯與現代背道而馳的歌」。
《告示牌》的安德魯·昂特伯格（Andrew Unterberger）單挑這首歌出來批評它的方向有騙人成分，並寫曲目「從來不會告訴你會去哪，接著把你留在你不認識的地方」。AllMusic的蒂姆·森德拉（Tim Sendra）稱單曲「無害又甜蜜」，表示它「總是令人印象深刻的人聲才能（讓我）不按下跳過按鈕」。《Paste》的艾倫·約翰遜（Ellen Johnson）認為歌毫無「特別之處」。

## 商業表現
〈聚光之下〉進入英國單曲排行榜後，於2019年10月18日達到最高的第3位，是繼〈時代印記〉後第2首前10歌曲。2021年7月，歌曲因等價單位超過600,000首被英國唱片業協會認證為白金唱片。歌曲在愛爾蘭單曲榜排到第4位，是斯泰爾斯第2首前10歌曲。歌曲在澳洲單曲榜上到第7位，並售出超過140,000首被澳洲唱片業協會認證為雙白金唱片。歌曲在紐西蘭與澳洲持相同排名，並獲紐西蘭唱片音樂協會認證為金唱片。
2019年10月26日，〈聚光之下〉開周累積2,150萬次串流和20,000次下載量，在美國《告示牌》百大單曲榜的首週排名為17位，同時是最高排名，是繼〈時代印記〉後第2首進入百大單曲榜的歌曲。單曲等價單位超過百萬首，被美國唱片業協會認證為白金唱片。〈聚光之下〉在加拿大百強單曲榜拿第14位，並獲加拿大音樂協會認證為白金唱片。歌曲在立陶宛排第3、在希臘和拉脫維亞排第4、在蘇格蘭和斯洛伐克排第6，以及在匈牙利排第9。歌曲在冰島（第12位）、新加坡（第14位）、馬來西亞和瑞典（第15位）、奧地利和挪威（第16位）、芬蘭（第20位）等地拿下前20名，還在丹麥、意大利、荷蘭、波蘭、葡萄牙和瑞士取得前40名。單曲在巴西獲認證為鑽石唱片。

## 音樂錄影帶

音樂錄影帶顯示裸上身的斯泰爾斯在一群汗流浹背的男女中將頭向後仰

文斯·海考克（Vincent Haycock）執導〈聚光之下〉的音樂錄影帶，於2019年8月在墨西哥城拍攝。2019年10月11日，它在斯泰爾斯的Vevo帳戶首映，與歌曲發行日期同時間。影片是斯泰爾斯參加酒神節，袒胸露背地在一群汗流浹背的男女中跳舞。舞者搭在他身上，並「輕輕地互相推擠和撫摸」，他則狂喜地將頭向後仰。影片在斯泰爾斯個人鏡頭以及與舞者的鏡頭來回切換。有些場景他坐在機車後座張開雙臂，還有獨自站在房子裏，更在红光中身穿黑色亮片西裝蹚進海裏。影片後段，他吊著俯視自己的倒影，並以斯泰爾斯遇到警察結束。視覺呈現主要比較黑暗，偶爾會用螢光紅、淡粉和藍色濾鏡。
斯泰爾斯跟《滾石》聊專輯時談到影片是關於人們「發生性行為並感到悲傷」。阿隆索注意到影片每一幕轉場很快速，但每次地點變化都以斯泰爾斯為中心點。的喬治亞·斯萊特（Georgia Slater）表示視覺呈現出斯泰爾斯更情緒化的一面，《V》的迪倫·凱利（Dylan Kelly）稱這段影片史泰敖「展現真正無憂無慮的嶄新身分」，並「慶祝（他）自我發現的個人旅程」。《W》的喬斯林·西爾弗（Jocelyn Silver）稱視覺促使它成為「火辣、略帶悲傷、瑞安·麥克金利式的作品」。《滾石》的克萊爾·謝弗（Claire Shaffer）將影片列入2019年最佳音樂錄影帶。

## 參與名單
名單來自《搖滾界線》內頁說明。

### 錄製地點
- 洞穴工作室（田納西州納什維爾）、西北工作室（英语：EastWest Studios）（加州洛杉磯）、亨森錄音室（英语：Henson Recording Studios）（加州好萊塢）錄製
- 禮品店（加州洛杉磯）混音
- 史特靈聲音（紐澤西州埃奇沃特）製作母帶

### 人員
- 哈利·斯泰爾斯  –  主唱、詞曲創作、和聲
- 泰勒·強森  –  詞曲創作、製作、和聲、編程鼓、貝斯、原聲吉他、鍵盤、策劃
- 托馬斯·赫爾（英语：Kid Harpoon）  –  詞曲創作、電子吉他、補充製作
- 傑森·懷特（英语：Sammy Witte）  –  合唱團、承包人
- 布蘭登·溫布什（Brandon Winbush）  –  合唱團
- 尼基莎·丹尼爾（Nikisha Daniel）  –  合唱團
- 蒂芙尼·史密斯（Tiffany Smith）  –  合唱團
- 蒂芙尼·史蒂文森（Tiffany Stevenson）  –  合唱團
- 伊萬·傑克遜  –  號
- 傑里米·海切爾  –  策劃
- 尼克·洛貝爾  –  策劃
- 薩米·懷特  –  策劃
- 馬特·圖格爾  –  協助策劃
- 馬特·沃利克  –  協助策劃
- 喬恩·卡斯特利  –  混音
- 英格瑪·卡爾森  –  協助混音
- –  製作母帶

## 榜單成績
| 排行榜（2019至2020年）                   | 最高 排名 |
| ---------------------------------------- | --------- |
| 澳大利亚（澳大利亚唱片业协会單曲榜）     | 7         |
| 奥地利（Ö3四十强单曲榜）                 | 16        |
| 比利时佛兰德（Ultratip榜外單曲榜）       | 2         |
| 比利时瓦隆（Ultratip榜外單曲榜）         | 4         |
| 加拿大（Canadian Hot 100）               | 14        |
| 捷克（百強數位單曲榜）                   | 10        |
| 丹麥（Hitlisten单曲榜）                  | 30        |
| 愛沙尼亞（爱沙尼亚四十强榜）             | 5         |
| 芬兰（芬蘭官方單曲榜）                   | 20        |
| 法国（法國唱片出版業公會單曲榜）         | 127       |
| 德国（德國官方單曲榜）                   | 50        |
| 希臘（國際唱片業協會希臘分會國際單曲榜） | 4         |
| 香港（叱咤903豁達推介）                  | 1         |
| 匈牙利（四十強單曲榜）                   | 9         |
| 匈牙利（四十強串流榜）                   | 6         |
| 冰島（專輯消息）                         | 12        |
| 愛爾蘭（愛爾蘭唱片音樂協會单曲榜）       | 4         |
| 意大利（意大利音乐产业联盟单曲榜）       | 37        |
| 拉脫維亞（拉脱维亚表演者和制片人协会）   | 4         |
| 立陶宛（立陶宛鄰里權利協會）             | 3         |
| 馬來西亞（馬來西亞唱片業協會）           | 15        |
| 荷兰（百强单曲榜）                       | 36        |
| 新西兰（新西兰唱片音乐协会单曲榜）       | 7         |
| 挪威（世道單曲榜）                       | 16        |
| 波蘭（波蘭百大電台榜）                   | 29        |
| 葡萄牙（葡萄牙唱片業協會单曲榜）         | 23        |
| 蘇格蘭（官方榜单公司單曲榜）             | 6         |
| 新加坡（新加坡唱片業協會）               | 14        |
| 斯洛伐克（百強數位單曲榜）               | 10        |
| 斯洛伐克（百強數位單曲榜）               | 6         |
| 西班牙（西班牙音樂製作協會）             | 65        |
| 瑞典（瑞典最熱榜）                       | 15        |
| 瑞士（瑞士热门音乐榜）                   | 22        |
| 台灣（HITO西洋排行榜）                   | 6         |
| 英國（官方榜单公司單曲榜）               | 3         |
| 美国（《告示牌》百大單曲榜）             | 17        |
| 美國（《滾石》百強單曲榜）               | 4         |

| 排行榜（2019年）                       | 排名 |
| -------------------------------------- | ---- |
| 匈牙利（四十大串流榜）                     | 86   |
| 拉脫維亞（拉脱维亚表演者和制片人协会） | 94   |

## 銷量認證
| 地區                               | 认证    | 认证单位/销量 |
| ---------------------------------- | ------- | ------------- |
| 澳大利亚（澳大利亚唱片业协会）     | 2× 白金 | 140,000‡      |
| 奥地利（國際唱片業協會奧地利分會） | 金      | 15,000‡       |
| 巴西（巴西唱片業協會）             | 钻石    | 160,000‡      |
| 加拿大（加拿大音乐协会）           | 白金    | 80,000‡       |
| 丹麦（國際唱片業協會丹麥分會）     | 金      | 45,000‡       |
| 意大利（意大利音乐产业联盟）       | 金      | 35,000‡       |
| 墨西哥（墨西哥音像製品協會）       | 白金    | 60,000‡       |
| 新西兰（新西兰唱片音乐协会）       | 金      | 15,000‡       |
| 挪威（國際唱片業協會挪威分会）     | 金      | 30,000‡       |
| 波兰（波蘭音像製造商協會）         | 白金    | 20,000‡       |
| 葡萄牙（葡萄牙唱片業協會）         | 金      | 5,000‡        |
| 英国（英国唱片业协会）             | 白金    | 600,000‡      |
| 美国（美國唱片業協會）             | 2× 白金 | 2,000,000‡    |
| ‡僅含認證的+實際銷量               |         |               |

## 發行歷史
| 國家   | 日期           | 發行形式      | 廠牌            | 參考   |
| ------ | -------------- | ------------- | --------------- | ------ |
| 多國   | 2019年10月11日 | 數位下載 串流 | 厄斯金 哥伦比亚 | [ 19 ] |
| 澳洲   | 2019年10月11日 | 當代流行電台  | 索尼            | [ 46 ] |
| 義大利 | 2019年10月11日 | 當代流行電台  | 索尼            | [ 47 ] |
| 英國   | 2019年10月12日 | 當代流行電台  | 厄斯金 哥伦比亚 | [ 45 ] |
| 多國   | 2020年早旬     | 7英寸黑膠     | 厄斯金 哥伦比亚 | [ 48 ] |